# Józef Gorzelany

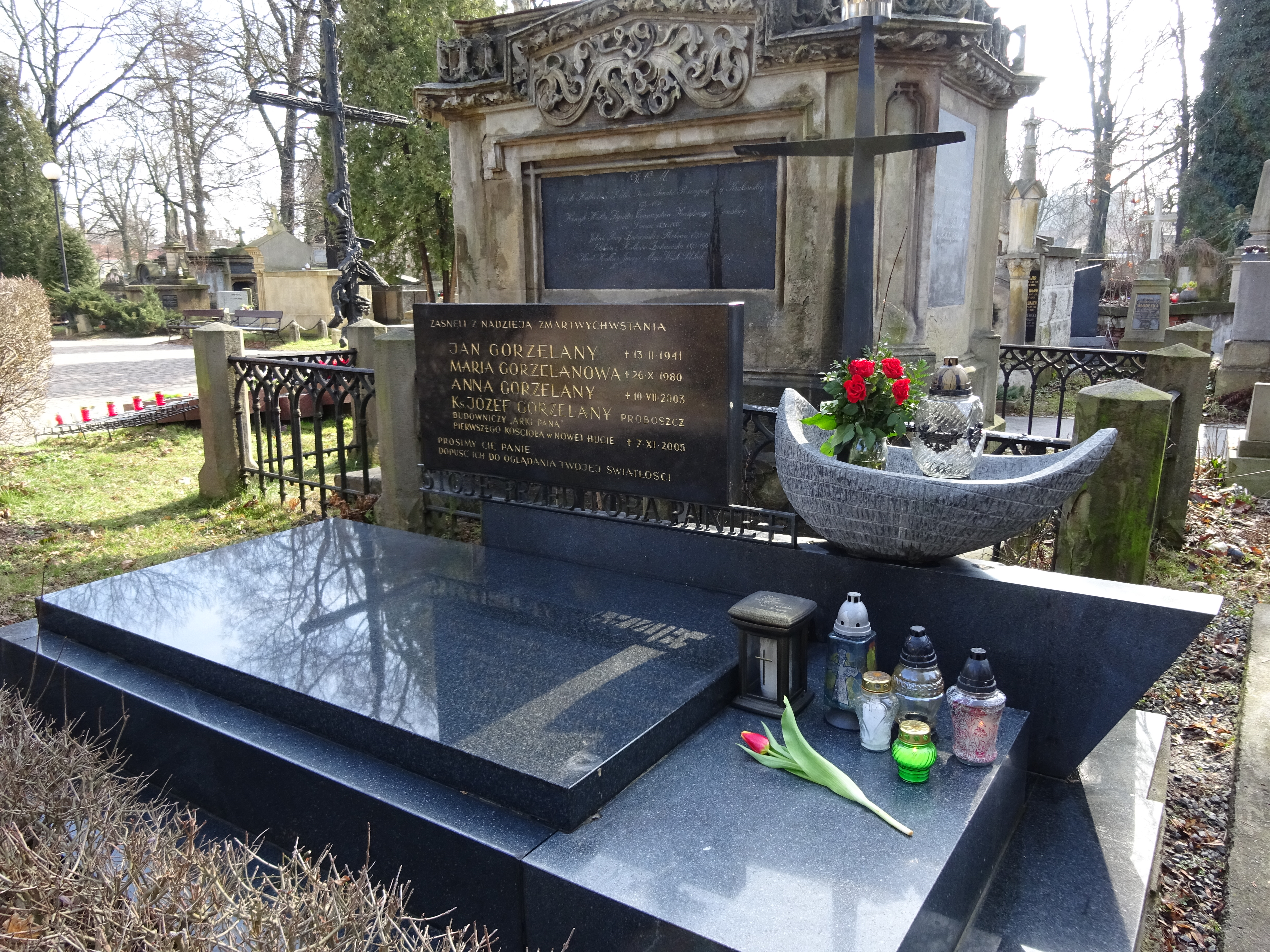
Grobowiec rodzinny ks. Gorzelanego na cmentarzu Rakowickim w Krakowie. Widoczna po prawej stronie na grobie miniaturka Arki odnosi się do budowy pierwszego nowego kościoła w Nowej Hucie – Arki Pana

Józef Gorzelany (ur. 9 marca 1916 w Krakowie, zm. 7 listopada 2005 tamże) – polski ksiądz katolicki, budowniczy kościoła Matki Bożej Królowej Polski, tzw. Arki Pana w Nowej Hucie, jeden z „księży patriotów”.

## Życiorys
Był synem kolejarza, a poprzez matkę był spokrewniony z Hilarym Mincem. W 1935 wstąpił do Wyższego Seminarium Duchownego w Krakowie, święcenia kapłańskie przyjął 23 marca 1940, następnie pracował w Gdowie, Skawinie, Wieliczce i Liszkach. W 1949 został wikariuszem w Filipowicach, gdzie doprowadził do wybudowania kościoła. Po konsekracji świątyni i erygowaniu parafii został jej pierwszym proboszczem. Od 1959 był członkiem wojewódzkiego Koła Księży „Caritas” w Krakowie, wystąpił z niego w latach 60., pozostając jednak w kontakcie z członkami ruchu. Został też zwerbowany przez Urząd Bezpieczeństwa i jako informator używał pseudonimu Turysta. Werbunku dokonał major Antoni Ćwik, zastępca komendanta Milicji Obywatelskiej do spraw bezpieczeństwa w Chrzanowie. Współpracę z Urzędem Bezpieczeństwa przerwał w 1965.
1 marca 1965 został proboszczem parafii w Krakowie-Bieńczycach. Od początku swojej posługi ubiegał się u władz o zgodę na budowę kościoła, ostatecznie zezwolenie otrzymał w 1967 i w tym samym roku przystąpił do prac budowlanych, doprowadzając do konsekracji świątyni pod wezwaniem Matki Bożej Królowej Polski, znanej jako Arka Pana, w dniu 15 maja 1977. Jego parafia licząca wówczas ok. 100000 wiernych została w tym samym roku podzielona na cztery tzw. rejony duszpasterskie, które miały status quasi-parafii.
Razem z Haliną Bortnowską doprowadził do powstania w 1981 Towarzystwa Przyjaciół Chorych, które w 1996 otworzyło Hospicjum św. Łazarza. W latach 80 wspierał działania NSZZ „Solidarność”, po ogłoszeniu stanu wojennego organizował pomoc dla internowanych, tzw. Msze Św. za Ojczyznę, a także popularne wśród krakowian nabożeństwa fatimskie. W październiku 1985 ustąpił z funkcji proboszcza i następnie zamieszkał w willi na krakowskim osiedlu Cichy Kącik. Swoje mieszkanie w Nowej Hucie w bloku na os. Centrum A 6 ofiarował zgromadzeniu Małych Sióstr Jezusa. Mają one tam do dzisiaj swoją siedzibę. Przyczynił się do sprowadzenia do Polski Zakonu Rycerzy św. Łazarza i w 1994 został jego kapelanem.
W 1974 został odznaczony Krzyżem Kawalerskim Orderu Odrodzenia Polski.
Zmarł po długiej chorobie 7 listopada 2005. Został pochowany w grobowcu rodzinnym na cmentarzu Rakowickim (pas 10, rząd płn.).
Jego imieniem w 2007 nazwano dawne Rondo Kocmyrzowskie położone na skrzyżowaniu ulic Bieńczyckiej, Kocmyrzowskiej i al. gen. Andersa, które obecnie nosi nazwę: Rondo Kocmyrzowskie im. księdza Józefa Gorzelanego.